# Ogród Dendrologiczny w Glinnej
Ogród Dendrologiczny w Glinnej im. prof. Jerzego Tumiłowicza – arboretum znajdujące się w województwie zachodniopomorskim, w powiecie gryfińskim, w gminie Stare Czarnowo.

## Lokalizacja i historia
Zlokalizowane jest na skraju Puszczy Bukowej, na gruntach zarządzanych przez Nadleśnictwo Gryfino. Ogród powstał najprawdopodobniej około 1911 (brak szczegółowych danych archiwalnych). Jednak już w 1823 na tym terenie powstały prywatne szkółki drzew, przejęte w 1870 przez nadleśnictwo państwowe w Śmierdnicy. Z tego okresu pochodzi większość najstarszych, pomnikowych dzisiaj okazów egzotycznych drzew, w czym szczególnie zasłużył się niemiecki nadleśniczy Carl Ludwig Gené. Po II wojnie światowej arboretum zostało zaniedbane. Odnowiono je w latach 70. XX wieku staraniem Lasów Państwowych i arboretum w Rogowie. 
Obecnie znajduje się w ogrodzie ponad 800 gatunków i odmian drzew i krzewów, przede wszystkim egzotycznych. Powierzchnia wynosi 6 hektarów. Najstarszym drzewem na obszarze ogrodu jest orzesznik pięciolistkowy, który ma około 180 lat.

## Flora
Na terenie ogrodu rosną między innymi: aralia kolczasta, aralia chińska, guzikowiec zachodni, Eleutherococcus leucorrhizus, eleuterokok kolczasty, kolcosił straszliwy, kwaśnodrzew amerykański, Sophora flavescens, trochodendron araliowaty, szczęślin późny, orszelina szara, franklinia amerykańska, heptakodium chińskie, perowskia łobodolistna, perełkowiec japoński i roztrzeplin wiechowaty.